# Az NDK az 1968. évi nyári olimpiai játékokon
Az NDK a mexikói Mexikóvárosban megrendezett 1968. évi nyári olimpiai játékok egyik részt vevő nemzete volt. Az országot az olimpián 18 sportágban 226 sportoló képviselte, akik összesen 25 érmet szereztek.

## Érmesek
| Érem  | Versenyző                                                                                 | Sportág       | Versenyszám                    |
| ----- | ----------------------------------------------------------------------------------------- | ------------- | ------------------------------ |
| Arany | Christoph Höhne                                                                           | Atlétika      | Férfi 50 km gyaloglás          |
| Arany | Margitta Helmbold-Gummel                                                                  | Atlétika      | Női súlylökés                  |
| Arany | Rudolf Vesper                                                                             | Birkózás      | Kötöttfogás, 78 kg             |
| Arany | Lothar Metz                                                                               | Birkózás      | Kötöttfogás, 87 kg             |
| Arany | Heinz-Jürgen Bothe Jörg Lucke                                                             | Evezés        | Férfi kormányos nélküli kettes |
| Arany | Frank Forberger Dieter Grahn Frank Rühle Dieter Schubert                                  | Evezés        | Férfi kormányos nélküli négyes |
| Arany | Manfred Wolke                                                                             | Ökölvívás     | Váltósúly                      |
| Arany | Roland Matthes                                                                            | Úszás         | Férfi 100 m hát                |
| Arany | Roland Matthes                                                                            | Úszás         | Férfi 200 m hát                |
| Ezüst | Klaus Beer                                                                                | Atlétika      | Férfi távolugrás               |
| Ezüst | Lothar Milde                                                                              | Atlétika      | Férfi diszkoszvetés            |
| Ezüst | Marita Lange                                                                              | Atlétika      | Női súlylökés                  |
| Ezüst | Manfred Gelpke Roland Göhler Klaus Jacob Peter Kremtz Dieter Semetzky                     | Evezés        | Férfi kormányos négyes         |
| Ezüst | Erika Zuchold                                                                             | Torna         | Női ugrás                      |
| Ezüst | Karin Janz                                                                                | Torna         | Női felemás korlát             |
| Ezüst | Horst-Günter Gregor Egon Henninger Roland Matthes Frank Wiegand                           | Úszás         | Férfi 4 × 100 m vegyes váltó   |
| Ezüst | Helga Lindner                                                                             | Úszás         | Női 200 m pillangó             |
| Ezüst | Martina Grunert Roswitha Krause Gabriele Perthes Uta Schmuck Gabriele Wetzko              | Úszás         | Női 4 × 100 m gyorsváltó       |
| Bronz | Wolfgang Nordwig                                                                          | Atlétika      | Férfi rúdugrás                 |
| Bronz | Harald Vollmar                                                                            | Sportlövészet | Szabadpisztoly                 |
| Bronz | Kurt Czekalla                                                                             | Sportlövészet | Trap                           |
| Bronz | Günter Beier Matthias Brehme Gerhard Dietrich Siegfried Fülle Klaus Köste Peter Weber     | Torna         | Férfi csapat összetett         |
| Bronz | Maritta Bauerschmidt Karin Janz Marianne Noack Magdalena Schmidt Ute Starke Erika Zuchold | Torna         | Női csapat összetett           |
| Bronz | Sabine Steinbach                                                                          | Úszás         | Női 400 m vegyes               |
| Bronz | Paul Borowski Karl-Heinz Thun Konrad Weichert                                             | Vitorlázás    | Sárkányhajó                    |

## Atlétika
Férfi
| Versenyző                                                   | Versenyszám     | Előfutam | Előfutam | Előfutam | Negyeddöntő | Negyeddöntő | Negyeddöntő | Elődöntő | Elődöntő | Elődöntő | Döntő         | Döntő         |
| Versenyző                                                   | Versenyszám     | Idő      | Hely.    | Össz.    | Idő         | Hely.       | Össz.       | Idő      | Hely.    | Össz.    | Idő           | Helyezés      |
| ----------------------------------------------------------- | --------------- | -------- | -------- | -------- | ----------- | ----------- | ----------- | -------- | -------- | -------- | ------------- | ------------- |
| Harald Eggers                                               | 100 m           | 10,38    | 3.       | 15.      | 10,25       | 4.          | 12.         | 10,29    | 7.       | 12.      | kiesett       | kiesett       |
| Heinz Erbstößer                                             | 100 m           | 10,42    | 2.       | 17.**    | 10,28       | 5.          | 13.         | kiesett  | kiesett  | kiesett  | kiesett       | kiesett       |
| Hartmut Schelter                                            | 100 m           | 10,34    | 2.       | 9.       | 10,29       | 2.          | 14.         | 10,40    | 8.       | 16.      | kiesett       | kiesett       |
| Wolfgang Müller                                             | 400 m           | 46,66    | 1.       | 27.      | 46,32       | 4.          | 20.         | 48,37    | 8.       | 14.      | kiesett       | kiesett       |
| Michael Zerbes                                              | 400 m           | 46,84    | 3.       | 34.      | 46,19       | 6.          | 17.*        | kiesett  | kiesett  | kiesett  | kiesett       | kiesett       |
| Dieter Fromm                                                | 800 m           | 1:46,98  | 1.       | 2.       |             |             |             | 1:46,54  | 2.       | 6.       | 1:46,30       | 6.            |
| Bernd Dießner                                               | 5000 m          | 14:41,03 | 6.       | 17.      |             |             |             |          |          |          | kiesett       | kiesett       |
| Jürgen Haase                                                | 10 000 m        |          |          |          |             |             |             |          |          |          | 30:24,2       | 15.           |
| Jürgen Busch                                                | Maraton         |          |          |          |             |             |             |          |          |          | 2:30:42       | 15.           |
| Peter Frenkel                                               | 20 km gyaloglás |          |          |          |             |             |             |          |          |          | 1:37:20       | 10.           |
| Hans-Georg Reimann                                          | 20 km gyaloglás |          |          |          |             |             |             |          |          |          | 1:36:31       | 7.            |
| Gerhard Sperling                                            | 20 km gyaloglás |          |          |          |             |             |             |          |          |          | 1:35:27       | 5.            |
| Christoph Höhne                                             | 50 km gyaloglás |          |          |          |             |             |             |          |          |          | 4:20:13       |               |
| Burkhard Leuschke                                           | 50 km gyaloglás |          |          |          |             |             |             |          |          |          | nem ért célba | nem ért célba |
| Peter Selzer                                                | 50 km gyaloglás |          |          |          |             |             |             |          |          |          | 4:33:09       | 4.            |
| Heinz Erbstößer Hartmut Schelter Peter Haase Harald Eggers  | 4 × 100 m váltó | 38,93    | 1.       | 4.       |             |             |             | 38,72    | 2.       | 4.       | 38,66         | 5.            |
| Hartmut Schwabe Dieter Fromm Wolfgang Müller Michael Zerbes | 4 × 400 m váltó | 3:07,00  | 4.       | 12.      |             |             |             |          |          |          | kiesett       | kiesett       |

| Versenyző           | Versenyszám   | Selejtező | Selejtező | Döntő    | Döntő    |
| Versenyző           | Versenyszám   | Eredmény  | Helyezés  | Eredmény | Helyezés |
| ------------------- | ------------- | --------- | --------- | -------- | -------- |
| Wolfgang Nordwig    | Rúdugrás      | 490 cm    | 1.*       | 540 cm   |          |
| Klaus Beer          | Távolugrás    | 777 cm    | 9.*       | 819 cm   |          |
| Klaus Neumann       | Hármasugrás   | 15,16 m   | 32.       | kiesett  | kiesett  |
| Heinz-Günter Schenk | Hármasugrás   | 15,61 m   | 26.       | kiesett  | kiesett  |
| Uwe Grabe           | Súlylökés     | 19,15 m   | 8.        | 19,03 m  | 7.       |
| Dieter Hoffmann     | Súlylökés     | 19,75 m   | 4.        | 20,00 m  | 4.       |
| Hartmut Losch       | Diszkoszvetés | 60,40 m   | 2.        | 62,12 m  | 4.       |
| Lothar Milde        | Diszkoszvetés | 60,36 m   | 3.*       | 63,08 m  |          |
| Günter Schaumburg   | Diszkoszvetés | 60,14 m   | 5.        | 58,62 m  | 10.      |
| Helmuth Baumann     | Kalapácsvetés | 68,24 m   | 4.        | 68,26 m  | 8.       |
| Reinhard Theimer    | Kalapácsvetés | 68,12 m   | 5.        | 68,84 m  | 7.       |
| Manfred Stolle      | Gerelyhajítás | 81,88 m   | 5.        | 84,42 m  | 5.       |

| Versenyző       | Versenyszám | 100 m | 100 m | Távolugrás | Távolugrás | Súlylökés | Súlylökés | Magasugrás | Magasugrás | 400 m | 400 m | 110 m gát        | 110 m gát        | Diszkoszvetés | Diszkoszvetés | Rúdugrás      | Rúdugrás      | Gerelyhajítás | Gerelyhajítás | 1500 m        | 1500 m        | Végeredmény   | Végeredmény   |
| Versenyző       | Versenyszám | Idő   | Pont  | Eredmény   | Pont       | Eredmény  | Pont      | Eredmény   | Pont       | Idő   | Pont  | Idő              | Pont             | Eredmény      | Pont          | Eredmény      | Pont          | Eredmény      | Pont          | Idő           | Pont          | Pont          | Helyezés      |
| --------------- | ----------- | ----- | ----- | ---------- | ---------- | --------- | --------- | ---------- | ---------- | ----- | ----- | ---------------- | ---------------- | ------------- | ------------- | ------------- | ------------- | ------------- | ------------- | ------------- | ------------- | ------------- | ------------- |
| Joachim Kirst   | Tízpróba    | 10,58 | 956   | 761 cm     | 962        | 16,43 m   | 878       | 198 cm     | 785        | 50,25 | 803   | 15,68            | 769              | 46,89 m       | 806           | 415 cm        | 659           | 57,02 m       | 693           | 5:20,16       | 305           | 7760          | 5.            |
| Manfred Tiedtke | Tízpróba    | 10,96 | 870   | 746 cm     | 925        | 15,77 m   | 837       | 195 cm     | 758        | 50,01 | 814   | 14,80            | 874              | 40,31 m       | 671           | 430 cm        | 702           | 51,84 m       | 616           | 5:33,43       | 244           | 7450          | 10.           |
| Herbert Wessel  | Tízpróba    | 10,85 | 894   | 739 cm     | 908        | 13,70 m   | 710       | 186 cm     | 679        | 53,48 | 661   | nem állt rajthoz | nem állt rajthoz | nem ért célba | nem ért célba | nem ért célba | nem ért célba | nem ért célba | nem ért célba | nem ért célba | nem ért célba | nem ért célba | nem ért célba |

Női
| Versenyző       | Versenyszám | Előfutam | Előfutam | Előfutam | Elődöntő | Elődöntő | Elődöntő | Döntő   | Döntő    |
| Versenyző       | Versenyszám | Idő      | Hely.    | Össz.    | Idő      | Hely.    | Össz.    | Idő     | Helyezés |
| --------------- | ----------- | -------- | -------- | -------- | -------- | -------- | -------- | ------- | -------- |
| Karin Burneleit | 800 m       | 2:07,13  | 4.       | 8.       | 2:08,41  | 5.       | 12.      | kiesett | kiesett  |
| Barbara Wieck   | 800 m       | 2:08,18  | 5.       | 10.      | kiesett  | kiesett  | kiesett  | kiesett | kiesett  |
| Karin Balzer    | 80 m gát    | 10,72    | 1.       | 6.**     | 10,83    | 4.       | 9.       | 10,61   | 5.       |

| Versenyző                 | Versenyszám   | Selejtező | Selejtező | Döntő    | Döntő    |
| Versenyző                 | Versenyszám   | Eredmény  | Helyezés  | Eredmény | Helyezés |
| ------------------------- | ------------- | --------- | --------- | -------- | -------- |
| Karin Rüger-Schulze       | Magasugrás    | 174 cm    | 2.**      | 176 cm   | 7.       |
| Rita Schmidt-Kirst        | Magasugrás    | 174 cm    | 2.**      | 178 cm   | 5.       |
| Bärbel Löhnert            | Távolugrás    | 635 cm    | 9.        | 449 cm   | 14.      |
| Burghild Wieczorek        | Távolugrás    | 630 cm    | 13.       | 648 cm   | 4.       |
| Renate Garisch-Culmberger | Súlylökés     |           |           | 17,72 m  | 5.       |
| Margitta Helmbold-Gummel  | Súlylökés     |           |           | 19,61 m  |          |
| Marita Lange              | Súlylökés     |           |           | 18,78 m  |          |
| Karin Illgen              | Diszkoszvetés |           |           | 52,18 m  | 10.      |
| Anita Otto                | Diszkoszvetés |           |           | 54,40 m  | 4.       |
| Christa Spielberg         | Diszkoszvetés |           |           | 52,86 m  | 7.       |

| Versenyző      | Versenyszám | 80 m gát | 80 m gát | Súlylökés | Súlylökés | Magasugrás | Magasugrás | Távolugrás | Távolugrás | 200 m | 200 m | Végeredmény | Végeredmény |
| Versenyző      | Versenyszám | Idő      | Pont     | Eredmény  | Pont      | Eredmény   | Pont       | Eredmény   | Pont       | Idő   | Pont  | Pont        | Helyezés    |
| -------------- | ----------- | -------- | -------- | --------- | --------- | ---------- | ---------- | ---------- | ---------- | ----- | ----- | ----------- | ----------- |
| Inge Bauer     | Ötpróba     | 11,42    | 979      | 13,00 m   | 921       | 159 cm     | 934        | 622 cm     | 1038       | 24,57 | 977   | 4849        | 7.          |
| Gerda Uhlemann | Ötpróba     | 11,31    | 995      | 12,00 m   | 855       | 153 cm     | 869        | 602 cm     | 993        | 25,05 | 932   | 4644        | 19.         |

* - egy másik versenyzővel azonos időt/eredményt ért el

** - két másik versenyzővel azonos időt/eredményt ért el

## Birkózás
Kötöttfogású
| Versenyző        | Versenyszám | 1. forduló                        | 2. forduló                              | 3. forduló                   | 4. forduló                      | 5. forduló                  | 6. forduló        | 7. forduló        | Döntő | Helyezés    |
| Versenyző        | Versenyszám | Ellenfél Eredmény                 | Ellenfél Eredmény                       | Ellenfél Eredmény            | Ellenfél Eredmény               | Ellenfél Eredmény           | Ellenfél Eredmény | Ellenfél Eredmény | Ellenfél Eredmény | Helyezés    |
| ---------------- | ----------- | --------------------------------- | --------------------------------------- | ---------------------------- | ------------------------------- | --------------------------- | ----------------- | ----------------- | --- | ----------- |
| Hartmut Puls     | 57 kg       | Arthur Spaenhoven (BEL) · 2.5-2.5 | Szakurama Kódzsi (JPN) · kétvállas      | kiesett                      | kiesett                         | kiesett                     | kiesett           | kiesett           | kiesett | helyezetlen |
| Lothar Schneider | 63 kg       | Martti Laakso (FIN) · 2-2         | Léonard Dutz (BEL) · 1-3                | Simion Popescu (ROU) · 2-2   | Roman Rurua (URS) · kétvállas   | kiesett                     | kiesett           |                   | kiesett | helyezetlen |
| Klaus Pohl       | 70 kg       | Vítězslav Mácha (TCH) · 0.5-3.5   | Pétrosz Galaktópulosz (GRE) · kétvállas | Gennady Sapunov (URS) · 1-3  | Stevan Horvat (YUG) · kétvállas | kiesett                     | kiesett           | kiesett           | kiesett | helyezetlen |
| Rudolf Vesper    | 78 kg       | Daniel Alba (MEX) · kétvállas     | Daniel Robin (FRA) · 1-3                | Bajkó Károly (HUN) · 2.5-2.5 | erőnyerő                        |                             |                   |                   | 1. mérkőzés · Metodi Zarev (BUL) · 1-3 · Hozott eredmény · Daniel Robin (FRA) · 1-3 · Hozott eredmény · Bajkó Károly (HUN) · 2.5-2.5 |             |
| Lothar Metz      | 87 kg       | Wayne Baughman (USA) · 1-3        | Hiraki Kendzsiró (JPN) · kétvállas      | Tevfik Kiş (TUR) · 1-3       | Håkon Øverby (NOR) · kétvállas  | Branislav Simić (YUG) · 2-2 |                   |                   | 2. mérkőzés · Nicolae Neguţ (ROU) · 1-3 · Hozott eredmény · Branislav Simić (YUG) · 2-2                                              |             |
| Jürgen Klinge    | 97 kg       | Kiss Ferenc (HUN) · kizárták      | Nicolae Martinescu (ROU) · 3-1          | kiesett                      | kiesett                         | kiesett                     | kiesett           |                   | kiesett | helyezetlen |

Szabadfogású
| Versenyző     | Versenyszám | 1. forduló                        | 2. forduló                               | 3. forduló                 | 4. forduló                      | 5. forduló        | 6. forduló        | 7. forduló        | Döntő             | Helyezés    |
| Versenyző     | Versenyszám | Ellenfél Eredmény                 | Ellenfél Eredmény                        | Ellenfél Eredmény          | Ellenfél Eredmény               | Ellenfél Eredmény | Ellenfél Eredmény | Ellenfél Eredmény | Ellenfél Eredmény | Helyezés    |
| ------------- | ----------- | --------------------------------- | ---------------------------------------- | -------------------------- | ------------------------------- | ----------------- | ----------------- | ----------------- | ----------------- | ----------- |
| Horst Mayer   | 57 kg       | Zbigniew Żedzicki (POL) · 3-1     | Uetake Jódzsiró (JPN) · kétvállas        | kiesett                    | kiesett                         | kiesett           | kiesett           |                   | kiesett           | helyezetlen |
| Jürgen Luczak | 63 kg       | Vehbi Akdağ (TUR) · 3-1           | Samseddin Szajed-Abbaszi (IRI) · 3.5-0.5 | kiesett                    | kiesett                         | kiesett           | kiesett           | kiesett           | kiesett           | helyezetlen |
| Martin Heinze | 78 kg       | Carlos Romero (MEX) · 1-3         | Kayum Ayub (AFG) · kizárták              | Bajkó Károly (HUN) · 3-1   | Ali Mohammad Momeni (IRI) · 3-1 | kiesett           |                   |                   | kiesett           | helyezetlen |
| Peter Döring  | 87 kg       | Dzsigdzsidijn Mönhbat (MGL) · 3-1 | José Manuel Hernández (GUA) · kétvállas  | erőnyerő                   | Hüseyin Gürsoy (TUR) · 3-1      | kiesett           | kiesett           |                   | kiesett           | 6.          |
| Gerd Bachmann | 97 kg       | Jess Lewis (USA) · 3-1            | Nicolae Neguţ (ROU) · 2-2                | Kavano Sunicsi (JPN) · 1-3 | kiesett                         | kiesett           | kiesett           | kiesett           | kiesett           | helyezetlen |

## Evezés
| Versenyző | Versenyszám              | Előfutam | Előfutam | Vigaszág | Vigaszág | Elődöntő | Elődöntő | Döntő | Döntő   | Döntő | Helyezés |
| Versenyző | Versenyszám              | Idő      | Hely.    | Idő      | Hely.    | Idő      | Hely.    | Típus | Idő     | Hely. | Helyezés |
| --- | ------------------------ | -------- | -------- | -------- | -------- | -------- | -------- | ----- | ------- | ----- | -------- |
| Achim Hill | Egypárevezős             | 7:47,23  | 2.       | erőnyerő | erőnyerő | 7:48,56  | 1.       | A     | 8:06,09 | 5.    | 5.       |
| Hans-Ulrich Schmied Manfred Haake | Kétpárevezős             | 6:59,32  | 3.       | erőnyerő | erőnyerő | 7:07,86  | 1.       | A     | 7:04,92 | 5.    | 5.       |
| Jörg Lucke Heinz-Jürgen Bothe | Kormányos nélküli kettes | 7:30,08  | 3.       | 7:21,92  | 1.       | 7:32,16  | 3.       | A     | 7:26,56 | 1.    |          |
| Helmut Wollmann Wolfgang Gunkel Klaus-Dieter Neubert (kormányos)                                                                                        | Kormányos kettes         | 8:01,82  | 1.       | erőnyerő | erőnyerő | 8:00,75  | 1.       | A     | 8:08,22 | 4.    | 4.       |
| Frank Forberger Dieter Grahn Frank Rühle Dieter Schubert                                                                                                | Kormányos nélküli négyes | 6:54,62  | 1.       | erőnyerő | erőnyerő |          |          | A     | 6:39,18 | 1.    |          |
| Peter Kremtz Roland Göhler Manfred Gelpke Klaus Jacob Dieter Semetzky (kormányos)                                                                       | Kormányos négyes         | 7:03,60  | 1.       | erőnyerő | erőnyerő | 6:46,23  | 1.       | A     | 6:48,20 | 2.    |          |
| Günter Bergau Klaus-Dieter Bähr Claus Wilke Peter Gorny Reinhard Zerfowski Peter Hein Manfred Schneider Peter Prompe Karl-Heinz Danielowski (kormányos) | Nyolcas                  | 6:09,48  | 2.       | 6:21,71  | 3.       |          |          | B     | 6:11,69 | 1.    | 7.       |

## Gyeplabda
| Keletnémet férfi gyeplabdacsapat-játékoskeret                                                                           | Keletnémet férfi gyeplabdacsapat-játékoskeret                                                                           |
| --- | --- |
| - Klaus Bahner - Horst Brennecke - Dieter Ehrlich - Karlheinz Freiberger - Dieter Klauß - Lothar Lippert - Helmut Rabis | - Hans-Dietrich Sasse - Reinhart Sasse - Rainer Stephan - Axel Thieme - Rolf Thieme - Klaus Träumer - Eckhard Wallossek |

### Eredmények
Csoportkör
A csoport
| Csapat              | M | Gy | D | V | G+ | G– | Gk  | P  |
| ------------------- | - | -- | - | - | -- | -- | --- | -- |
| India (IND)         | 7 | 6  | 0 | 1 | 20 | 4  | +16 | 12 |
| NSZK (FRG)          | 7 | 5  | 1 | 1 | 15 | 5  | +10 | 11 |
| Új-Zéland (NZL)     | 7 | 3  | 4 | 0 | 8  | 4  | +4  | 10 |
| Spanyolország (ESP) | 7 | 2  | 3 | 2 | 7  | 5  | +2  | 7  |
| Belgium (BEL)       | 7 | 3  | 1 | 3 | 14 | 9  | +5  | 7  |
| NDK (GDR)           | 7 | 2  | 2 | 3 | 7  | 10 | –3  | 6  |
| Japán (JPN)         | 7 | 1  | 1 | 5 | 4  | 14 | –10 | 3  |
| Mexikó (MEX)        | 7 | 0  | 0 | 7 | 2  | 26 | –24 | 0  |

| 1968. október 13. | Spanyolország (ESP) | 1 – 1   | NDK (GDR)  |  |
| 1968. október 13. | Alvear              | (1 – 0) | Freiberger |  |

| 1968. október 14. | Belgium (BEL)   | 4 – 0   | NDK (GDR) |  |
| 1968. október 14. | Ravinet 3 Solie | (1 – 0) |           |  |

| 1968. október 15. | NDK (GDR) | 1 – 1   | Új-Zéland (NZL) |  |
| 1968. október 15. | A. Thieme | (0 – 0) | Thomson         |  |

| 1968. október 17. | NSZK (FRG) | 3 – 2   | NDK (GDR)          |  |
| 1968. október 17. | Krauss 3   | (1 – 1) | Lippert Freiberger |  |

| 1968. október 18. | NDK (GDR) | 1 – 0   | Japán (JPN) |  |
| 1968. október 18. | A. Thieme | (0 – 0) |             |  |

| 1968. október 20. | NDK (GDR)       | 2 – 0   | Mexikó (MEX) |  |
| 1968. október 20. | Lippert Ehrlich | (0 – 0) |              |  |

| 1968. október 21. | India (IND)     | 1 – 0   | NDK (GDR) |  |
| 1968. október 21. | Prithipal Singh | (0 – 0) |           |  |

A 11. helyért
| 1968. október 23. | NDK (GDR)            | 2 – 1 (h. u.)  | Nagy-Britannia (GBR) |  |
| 1968. október 23. | A. Thieme Freiberger | (1 – 0, 0 – 1) | Wilman               |  |

| Csapat    | Helyezés |
| --------- | -------- |
| NDK (GDR) | 11.      |

## Kajak-kenu
Férfi
| Versenyző                                                         | Versenyszám         | Előfutam | Előfutam | Előfutam | Vigaszág | Vigaszág | Vigaszág | Elődöntő | Elődöntő | Elődöntő | Döntő   | Döntő    |
| Versenyző                                                         | Versenyszám         | Idő      | Hely.    | Össz.    | Idő      | Hely.    | Össz.    | Idő      | Hely.    | Össz.    | Idő     | Helyezés |
| ----------------------------------------------------------------- | ------------------- | -------- | -------- | -------- | -------- | -------- | -------- | -------- | -------- | -------- | ------- | -------- |
| Wolfgang Lange                                                    | Kajak egyes 1000 m  | 4:05,3   | 3.       | 6.       | erőnyerő | erőnyerő | erőnyerő | 4:04,62  | 3.       | 6.       | 4:10,03 | 8.       |
| Klaus Heinroth Manfred Ehrhardt                                   | Kajak kettes 1000 m | 3:50,3   | 1.       | 10.      | 3:51,78  | 4.       | 9.       | kiesett  | kiesett  | kiesett  | kiesett | kiesett  |
| Joachim Wenzke Klaus-Uwe Will Erhard Riedrich Klaus-Peter Ebeling | Kajak négyes 1000 m | 3:23,5   | 2.       | 10.      | erőnyerő | erőnyerő | erőnyerő | 3:23,30  | 3.       | 10.      | 3:18,03 | 6.       |
| Jürgen Harpke Helmut Wagner                                       | Kenu kettes 1000 m  | 4:21,8   | 3.       | 8.       | erőnyerő | erőnyerő | erőnyerő |          |          |          | 4:22,53 | 6.       |

Női
| Versenyző                      | Versenyszám        | Előfutam | Előfutam | Előfutam | Vigaszág | Vigaszág | Vigaszág | Döntő   | Döntő    |
| Versenyző                      | Versenyszám        | Idő      | Hely.    | Össz.    | Idő      | Hely.    | Össz.    | Idő     | Helyezés |
| ------------------------------ | ------------------ | -------- | -------- | -------- | -------- | -------- | -------- | ------- | -------- |
| Anita Nüßner                   | Kajak egyes 500 m  | 2:17,0   | 5.       | 11.      | 2:13,42  | 2.       | 2.       | 2:16,02 | 6.       |
| Anita Kobuß Karin Haftenberger | Kajak kettes 500 m | 2:02,8   | 2.       | 5.       | erőnyerő | erőnyerő | erőnyerő | 2:00,18 | 5.       |

## Kerékpározás

### Országúti kerékpározás
| Versenyző                                              | Versenyszám     | Idő              | Helyezés |
| ------------------------------------------------------ | --------------- | ---------------- | -------- |
| Klaus Ampler Dieter Grabe Günter Hoffmann Axel Peschel | Csapat időfutam | 2:17:51 (+10:02) | 13.      |

### Pálya-kerékpározás
Időfutam
| Versenyző     | Versenyszám  | Idő     | Helyezés |
| ------------- | ------------ | ------- | -------- |
| Heinz Richter | Férfi egyéni | 1:05,61 | 10.*     |

Tandem
| Versenyző                       | Versenyszám     | 1. forduló                                                    | Vigaszág selejtező   | Vigaszág selejtező | Vigaszág döntő         | Vigaszág döntő | Negyeddöntő                                                             | Elődöntő             | Döntő                | Helyezés |
| Versenyző                       | Versenyszám     | Ellenfél Győztes idő                                          | Ellenfél Győztes idő | Hely.              | Ellenfelek Győztes idő | Hely.          | Ellenfél Győztes idő                                                    | Ellenfél Győztes idő | Ellenfél Győztes idő | Helyezés |
| ------------------------------- | --------------- | ------------------------------------------------------------- | -------------------- | ------------------ | ---------------------- | -------------- | ----------------------------------------------------------------------- | -------------------- | -------------------- | -------- |
| Werner Otto Hans-Jürgen Geschke | Férfi kétüléses | Magyarország (HUN) · Baranyecz András · Lendvai Tibor · 10,32 |                      |                    |                        |                | Belgium (BEL) · Daniel Goens · Robert van Lancker · 10,25, 10,17, 10,06 | kiesett              | kiesett              | 5.       |

Üldözőversenyek
| Versenyző                                                      | Versenyszám  | Nyolcaddöntő                                                                                   | Nyolcaddöntő | Nyolcaddöntő | Negyeddöntő  | Negyeddöntő | Negyeddöntő | Elődöntő     | Elődöntő  | Elődöntő | Döntő        | Döntő     | Helyezés    |
| Versenyző                                                      | Versenyszám  | Ellenfél Idő                                                                                   | Saját idő    | Hely.        | Ellenfél Idő | Saját idő   | Hely.       | Ellenfél Idő | Saját idő | Hely.    | Ellenfél Idő | Saját idő | Helyezés    |
| -------------------------------------------------------------- | ------------ | ---------------------------------------------------------------------------------------------- | ------------ | ------------ | ------------ | ----------- | ----------- | ------------ | --------- | -------- | ------------ | --------- | ----------- |
| Rudolf Franz Heinz Richter Wolfgang Schmelzer Manfred Ulbricht | Férfi csapat | Hollandia (NED) · Klaas Balk · Pieter Hoekstra · Henricus Nieuwkamp · Joop Zoetemelk · 4:27,17 | 4:26,61      | 1.           | kiesett      | kiesett     | kiesett     | kiesett      | kiesett   | kiesett  | kiesett      | kiesett   | helyezetlen |

* - egy másik versenyzővel azonos időt ért el

## Lovaglás
Díjlovaglás
| Versenyző                                        | Ló                       | Versenyszám | Selejtező | Selejtező | Döntő   | Döntő   | Végeredmény | Végeredmény |
| Versenyző                                        | Ló                       | Versenyszám | Pont      | Hely.     | Pont    | Hely.   | Pont        | Helyezés    |
| ------------------------------------------------ | ------------------------ | ----------- | --------- | --------- | ------- | ------- | ----------- | ----------- |
| Gerhard Brockmüller                              | Tristan                  | Egyéni      | 789       | 12.       | kiesett | kiesett | 789         | 12.         |
| Horst Köhler                                     | Neuschnee                | Egyéni      | 875       | 5.        | 600     | 5.      | 1475        | 5.          |
| Wolfgang Müller                                  | Marios                   | Egyéni      | 693       | 16.       | kiesett | kiesett | 693         | 16.         |
| Gerhard Brockmüller Horst Köhler Wolfgang Müller | Tristan Neuschnee Marios | Csapat      |           |           |         |         | 2,357       | 4.          |

Lovastusa
| Versenyző                                     | Ló                    | Versenyszám | Díjlovaglás | Díjlovaglás | Tereplovaglás | Tereplovaglás | Díjugratás | Díjugratás | Végeredmény | Végeredmény |
| Versenyző                                     | Ló                    | Versenyszám | Bünt.       | Hely.       | Bünt.         | Hely.         | Bünt.      | Hely.      | Bünt.       | Helyezés    |
| --------------------------------------------- | --------------------- | ----------- | ----------- | ----------- | ------------- | ------------- | ---------- | ---------- | ----------- | ----------- |
| Karl-Heinz Fuhrmann                           | Saturn                | Egyéni      | -70,50      | 9.          | -104,00       | 25.           | -43,75     | 34.        | -218,25     | 25.         |
| Helmut Hartmann                               | Ingwer                | Egyéni      | -101,01     | 33.         | -117,20       | 28.           | -23,25     | 28.        | -241,46     | 28.         |
| Uwe Plank                                     | Kranich               | Egyéni      | -79,01      | 15.         | -132,00       | 31.           | -20,00     | 23.        | -231,01     | 27.         |
| Ulrich Vite                                   | Hubertus              | Egyéni      | -53,01      | 3.          | kizárták      | kizárták      | kiesett    | kiesett    | kiesett     | kiesett     |
| Karl-Heinz Fuhrmann Helmut Hartmann Uwe Plank | Saturn Ingwer Kranich | Csapat      | -202,52     | 2.          | 353,20        | 9.            | -87,00     | 8.         | -690,72     | 7.          |

## Műugrás
Férfi
| Versenyző      | Versenyszám        | Selejtező | Selejtező | Döntő   | Döntő    |
| Versenyző      | Versenyszám        | Pont      | Helyezés  | Pont    | Helyezés |
| -------------- | ------------------ | --------- | --------- | ------- | -------- |
| Lothar Matthes | Egyéni toronyugrás | 92,19     | 7.        | 141,75  | 6.       |
| Rolf Sperling  | Egyéni toronyugrás | 85,81     | 20.       | kiesett | kiesett  |

Női
| Versenyző      | Versenyszám        | Selejtező | Selejtező | Döntő   | Döntő    |
| Versenyző      | Versenyszám        | Pont      | Helyezés  | Pont    | Helyezés |
| -------------- | ------------------ | --------- | --------- | ------- | -------- |
| Ingrid Krämer  | Egyéni műugrás     | 90,56     | 5.        | 135,82  | 5.       |
| Sylvia Fiedler | Egyéni toronyugrás | 45,35     | 19.       | kiesett | kiesett  |
| Claudia Reiche | Egyéni toronyugrás | 41,02     | 23.       | kiesett | kiesett  |

## Ökölvívás
| Versenyző        | Versenyszám   | Selejtező         | 32-es főtábla               | Nyolcaddöntő                 | Negyeddöntő                 | Elődöntő                         | Döntő                      | Helyezés |
| Versenyző        | Versenyszám   | Ellenfél Eredmény | Ellenfél Eredmény           | Ellenfél Eredmény            | Ellenfél Eredmény           | Ellenfél Eredmény                | Ellenfél Eredmény          | Helyezés |
| ---------------- | ------------- | ----------------- | --------------------------- | ---------------------------- | --------------------------- | -------------------------------- | -------------------------- | -------- |
| Bernd Englmeier  | Papírsúly     |                   | Manolo Vicera (PHI) · 5-0   | Alberto Morales (MEX) · RSC  | kiesett                     | kiesett                          | kiesett                    | 9.       |
| Bernd Juterzenka | Harmatsúly    | erőnyerő          | Michael Dowling (IRL) · RSC | kiesett                      | kiesett                     | kiesett                          | kiesett                    | 17.      |
| Peter Rieger     | Könnyűsúly    | erőnyerő          | Zvonimir Vujin (YUG) · 2-3  | kiesett                      | kiesett                     | kiesett                          | kiesett                    | 17.      |
| Peter Tiepold    | Kisváltósúly  | erőnyerő          | Vladimír Kučera (TCH) · 5-0 | Jaime Lozano (MEX) · 5-0     | Jerzy Kulej (POL) · 2-3     | kiesett                          | kiesett                    | 5.       |
| Manfred Wolke    | Váltósúly     | erőnyerő          | Andrés Molina (CUB) · 4-1   | Expedito Alencar (BRA) · 5-0 | Celal Sandal (TUR) · 4-1    | Volodimir Muszalimov (URS) · 3-2 | Joseph Bessala (CMR) · 4-1 |          |
| Detlef Dahn      | Nagyváltósúly |                   | erőnyerő                    | Rolando Garbey (CUB) · 2-3   | kiesett                     | kiesett                          | kiesett                    | 9.       |
| Jürgen Schlegel  | Félnehézsúly  |                   | erőnyerő                    | Hassan Aman (RAU) · 4-1      | Danas Pozniakas (URS) · 0-5 | kiesett                          | kiesett                    | 5.       |
| Bernd Anders     | Nehézsúly     |                   |                             | Nancio Carrillo (CUB) · RSC  | Jonas Čepulis (URS) · RSC   | kiesett                          | kiesett                    | 5.       |

## Öttusa
| Versenyző                                            | Versenyszám | Lovaglás | Lovaglás | Lovaglás | Vívás    | Vívás | Vívás | Lövészet | Lövészet | Lövészet | Úszás  | Úszás | Úszás | Futás   | Futás | Futás | Összesen    | Összesen |
| Versenyző                                            | Versenyszám | Idő      | Pont     | Hely.    | Eredmény | Pont  | Hely. | Pontszám | Pont     | Hely.    | Idő    | Pont  | Hely. | Idő     | Pont  | Hely. | Összes pont | Helyezés |
| ---------------------------------------------------- | ----------- | -------- | -------- | -------- | -------- | ----- | ----- | -------- | -------- | -------- | ------ | ----- | ----- | ------- | ----- | ----- | ----------- | -------- |
| Karl-Heinz Kutschke                                  | Egyéni      | 3:45     | 1070     | 10.      | 17–30    | 632   | 42.   | 187      | 846      | 26.      | 3:33,1 | 1126  | 1.    | 13:45,5 | 1090  | 1.    | 4764        | 4.       |
| Wolfgang Lüderitz                                    | Egyéni      | 5:18     | 365      | 47.      | 21–26    | 724   | 31.   | 191      | 934      | 7.       | 4:09,8 | 907   | 31.   | 14:44,5 | 913   | 12.   | 3843        | 40.      |
| Jörg Tscherner                                       | Egyéni      | 3:49     | 1050     | 11.      | 24–23    | 793   | 23.   | 187      | 846      | 28.      | 3:44,1 | 1060  | 3.    | 15:33,8 | 766   | 31.   | 4515        | 15.      |
| Karl-Heinz Kutschke Wolfgang Lüderitz Jörg Tscherner | Csapat      |          | 2485     | 13.      |          | 2194  | 11.   |          | 2626     | 6.       |        | 3093  | 2.    |         | 2769  | 1.    | 13167       | 6.       |

## Röplabda

### Férfi
| Keletnémet férfi röplabdacsapat-játékoskeret                                                              | Keletnémet férfi röplabdacsapat-játékoskeret                                                               |
| --- | --- |
| - Jürgen Freiwald - Manfred Heine - Jürgen Kessel - Horst Peter - Eckehard Pietzsch - Siegfried Schneider | - Arnold Schulz - Rudi Schumann - Eckhard Tielscher - Walter Toussaint - Rainer Tscharke - Wolfgang Webner |

#### Eredmények
Csoportkör
| 1968. október 13. 19:00 | Csehszlovákia (TCH)                | 3 – 2 | NDK (GDR) |  |
| 1968. október 13. 19:00 | (15–12, 15–17, 14–16, 15–11, 15–9) |       |           |  |

| 1968. október 16. 19:00 | Japán (JPN)         | 3 – 0 | NDK (GDR) |  |
| 1968. október 16. 19:00 | (15–6, 15–8, 15–13) |       |           |  |

| 1968. október 17. 10:00 | NDK (GDR)          | 3 – 0 | Mexikó (MEX) |  |
| 1968. október 17. 10:00 | (15–3, 15–5, 15–6) |       |              |  |

| 1968. október 19. 19:00 | NDK (GDR)          | 3 – 0 | Belgium (BEL) |  |
| 1968. október 19. 19:00 | (15–1, 15–7, 15–7) |       |               |  |

| 1968. október 20. 19:00 | Szovjetunió (URS)                 | 3 – 2 | NDK (GDR) |  |
| 1968. október 20. 19:00 | (10–15, 15–9, 15–11, 12–15, 15–5) |       |           |  |

| 1968. október 21. 12:00 | NDK (GDR)            | 3 – 0 | Egyesült Államok (USA) |  |
| 1968. október 21. 12:00 | (15–8, 15–12, 15–10) |       |                        |  |

| 1968. október 23. 12:00 | NDK (GDR)                   | 3 – 1 | Brazília (BRA) |  |
| 1968. október 23. 12:00 | (15–13, 15–7, 14–16, 15–12) |       |                |  |

| 1968. október 24. 10:00 | NDK (GDR)                         | 3 – 2 | Bulgária (BUL) |  |
| 1968. október 24. 10:00 | (15–11, 8–15, 15–10, 10–15, 15–7) |       |                |  |

| 1968. október 25. 19:00 | NDK (GDR)           | 3 – 0 | Lengyelország (POL) |  |
| 1968. október 25. 19:00 | (15–11, 15–6, 15–6) |       |                     |  |

|          |                        |      | Mérkőzések | Mérkőzések | Szettek | Szettek | Szettek | Pontok | Pontok | Pontok |
| Helyezés | Csapat                 | Pont | Gy         | V          | Sz+     | Sz–     | SzA     | P+     | P–     | PA     |
| -------- | ---------------------- | ---- | ---------- | ---------- | ------- | ------- | ------- | ------ | ------ | ------ |
| Arany    | Szovjetunió (URS)      | 17   | 8          | 1          | 26      | 8       | 3,250   | 464    | 326    | 1,423  |
| Ezüst    | Japán (JPN)            | 16   | 7          | 2          | 24      | 6       | 4,000   | 430    | 258    | 1,667  |
| Bronz    | Csehszlovákia (TCH)    | 16   | 7          | 2          | 22      | 15      | 1,467   | 454    | 417    | 1,089  |
| 4.       | NDK (GDR)              | 15   | 6          | 3          | 22      | 12      | 1,833   | 449    | 374    | 1,201  |
| 5.       | Lengyelország (POL)    | 15   | 6          | 3          | 18      | 11      | 1,636   | 371    | 281    | 1,320  |
| 6.       | Bulgária (BUL)         | 13   | 4          | 5          | 16      | 17      | 0,941   | 379    | 385    | 0,984  |
| 7.       | Egyesült Államok (USA) | 13   | 4          | 5          | 15      | 18      | 0,833   | 383    | 414    | 0,925  |
| 8.       | Belgium (BEL)          | 11   | 2          | 7          | 6       | 24      | 0,250   | 239    | 417    | 0,573  |
| 9.       | Brazília (BRA)         | 10   | 1          | 8          | 8       | 25      | 0,320   | 357    | 469    | 0,761  |
| 10.      | Mexikó (MEX)           | 9    | 0          | 9          | 6       | 27      | 0,222   | 289    | 474    | 0,610  |

| Csapat    | Helyezés |
| --------- | -------- |
| NDK (GDR) | 4.       |

## Sportlövészet
Nyílt
| Versenyző        | Versenyszám                    | Pont | Helyezés |
| ---------------- | ------------------------------ | ---- | -------- |
| Gerhard Dommrich | Gyorstüzelő pisztoly           | 589  | 6.       |
| Christian Düring | Gyorstüzelő pisztoly           | 591  | 4.       |
| Helmut Artelt    | Szabadpisztoly                 | 555  | 6.       |
| Harald Vollmar   | Szabadpisztoly                 | 560  |          |
| Werner Heyn      | Sportpuska, fekvő              | 586  | 56.      |
| Hartmut Sommer   | Sportpuska, fekvő              | 587  | 54.      |
| Hartmut Sommer   | Sportpuska, összetett          | 1138 | 26.      |
| Hartmut Sommer   | Szabadpuska, összetett (300 m) | 1140 | 6.       |
| Uto Wunderlich   | Szabadpuska, összetett (300 m) | 1107 | 23.      |
| Uto Wunderlich   | Sportpuska, összetett          | 1145 | 17.      |
| Kurt Czekalla    | Trap                           | 196  |          |
| Rudolf Hager     | Trap                           | 190  | 23.      |

## Súlyemelés
| Versenyző       | Versenyszám | Nyomás   | Nyomás   | Szakítás | Szakítás | Lökés    | Lökés    | Összesen | Helyezés |
| Versenyző       | Versenyszám | Eredmény | Helyezés | Eredmény | Helyezés | Eredmény | Helyezés | Összesen | Helyezés |
| --------------- | ----------- | -------- | -------- | -------- | -------- | -------- | -------- | -------- | -------- |
| Werner Dittrich | 75 kg       | 140,0    | 3.       | 130,0    | 5.       | 165,0    | 6.       | 435,0    | 6.       |
| Karl Arnold     | 82,5 kg     | 155,0    | 1.       | 137,5    | 7.       | 175,0    | 6.       | 467,5    | 5.       |
| Manfred Rieger  | +90 kg      | 175,0    | 5.       | 155,0    | 2.       | 202,5    | 3.       | 532,5    | 4.       |

## Torna
Férfi
| Versenyző                                                                             | Versenyszám      | Selejtező | Selejtező | Döntő    | Döntő    |
| Versenyző                                                                             | Versenyszám      | Pontszám  | Helyezés  | Pontszám | Helyezés |
| ------------------------------------------------------------------------------------- | ---------------- | --------- | --------- | -------- | -------- |
| Günter Beier                                                                          | Talaj            | 18,20     | 37.       | kiesett  | kiesett  |
| Günter Beier                                                                          | Ugrás            | 18,60     | 15.       | kiesett  | kiesett  |
| Günter Beier                                                                          | Korlát           | 18,45     | 51.       | kiesett  | kiesett  |
| Günter Beier                                                                          | Nyújtó           | 18,65     | 33.       | kiesett  | kiesett  |
| Günter Beier                                                                          | Gyűrű            | 17,55     | 68.       | kiesett  | kiesett  |
| Günter Beier                                                                          | Lólengés         | 16,75     | 85.       | kiesett  | kiesett  |
| Günter Beier                                                                          | Egyéni összetett |           |           | 108,20   | 51.*     |
| Matthias Brehme                                                                       | Talaj            | 18,50     | 24.       | kiesett  | kiesett  |
| Matthias Brehme                                                                       | Ugrás            | 18,65     | 14.       | kiesett  | kiesett  |
| Matthias Brehme                                                                       | Korlát           | 19,10     | 12.       | kiesett  | kiesett  |
| Matthias Brehme                                                                       | Nyújtó           | 19,15     | 10.       | kiesett  | kiesett  |
| Matthias Brehme                                                                       | Gyűrű            | 18,70     | 15.       | kiesett  | kiesett  |
| Matthias Brehme                                                                       | Lólengés         | 18,75     | 18.       | kiesett  | kiesett  |
| Matthias Brehme                                                                       | Egyéni összetett |           |           | 112,85   | 12.      |
| Gerhard Dietrich                                                                      | Talaj            | 18,10     | 44.       | kiesett  | kiesett  |
| Gerhard Dietrich                                                                      | Ugrás            | 18,00     | 68.       | kiesett  | kiesett  |
| Gerhard Dietrich                                                                      | Korlát           | 18,05     | 72.       | kiesett  | kiesett  |
| Gerhard Dietrich                                                                      | Nyújtó           | 18,85     | 23.       | kiesett  | kiesett  |
| Gerhard Dietrich                                                                      | Gyűrű            | 18,05     | 44.       | kiesett  | kiesett  |
| Gerhard Dietrich                                                                      | Lólengés         | 18,65     | 20.       | kiesett  | kiesett  |
| Gerhard Dietrich                                                                      | Egyéni összetett |           |           | 109,70   | 34.*     |
| Siegfried Fülle                                                                       | Talaj            | 18,60     | 18.       | kiesett  | kiesett  |
| Siegfried Fülle                                                                       | Ugrás            | 18,80     | 10.       | kiesett  | kiesett  |
| Siegfried Fülle                                                                       | Korlát           | 18,85     | 26.       | kiesett  | kiesett  |
| Siegfried Fülle                                                                       | Nyújtó           | 19,10     | 11.       | kiesett  | kiesett  |
| Siegfried Fülle                                                                       | Gyűrű            | 18,45     | 23.       | kiesett  | kiesett  |
| Siegfried Fülle                                                                       | Lólengés         | 17,30     | 71.       | kiesett  | kiesett  |
| Siegfried Fülle                                                                       | Egyéni összetett |           |           | 111,10   | 21.      |
| Klaus Köste                                                                           | Talaj            | 18,55     | 21.       | kiesett  | kiesett  |
| Klaus Köste                                                                           | Ugrás            | 18,40     | 30.       | kiesett  | kiesett  |
| Klaus Köste                                                                           | Korlát           | 18,75     | 33.       | kiesett  | kiesett  |
| Klaus Köste                                                                           | Nyújtó           | 19,45     | 3.        | 19,225   | 4.       |
| Klaus Köste                                                                           | Gyűrű            | 18,80     | 11.       | kiesett  | kiesett  |
| Klaus Köste                                                                           | Lólengés         | 17,90     | 45.       | kiesett  | kiesett  |
| Klaus Köste                                                                           | Egyéni összetett |           |           | 111,85   | 16.      |
| Peter Weber                                                                           | Talaj            | 17,90     | 57.       | kiesett  | kiesett  |
| Peter Weber                                                                           | Ugrás            | 18,50     | 23.       | kiesett  | kiesett  |
| Peter Weber                                                                           | Korlát           | 18,95     | 21.       | kiesett  | kiesett  |
| Peter Weber                                                                           | Nyújtó           | 18,80     | 25.       | kiesett  | kiesett  |
| Peter Weber                                                                           | Gyűrű            | 18,30     | 28.       | kiesett  | kiesett  |
| Peter Weber                                                                           | Lólengés         | 17,70     | 52.       | kiesett  | kiesett  |
| Peter Weber                                                                           | Egyéni összetett |           |           | 110,15   | 26.      |
| Günter Beier Matthias Brehme Gerhard Dietrich Siegfried Fülle Klaus Köste Peter Weber | Csapat összetett |           |           | 557,15   |          |

Női
| Versenyző                                                                                 | Versenyszám      | Selejtező | Selejtező | Döntő    | Döntő    |
| Versenyző                                                                                 | Versenyszám      | Pontszám  | Helyezés  | Pontszám | Helyezés |
| ----------------------------------------------------------------------------------------- | ---------------- | --------- | --------- | -------- | -------- |
| Maritta Bauerschmidt                                                                      | Talaj            | 18,80     | 17.       | kiesett  | kiesett  |
| Maritta Bauerschmidt                                                                      | Ugrás            | 18,90     | 17.       | kiesett  | kiesett  |
| Maritta Bauerschmidt                                                                      | Felemás korlát   | 18,80     | 17.       | kiesett  | kiesett  |
| Maritta Bauerschmidt                                                                      | Gerenda          | 18,95     | 8.        | kiesett  | kiesett  |
| Maritta Bauerschmidt                                                                      | Egyéni összetett |           |           | 75,45    | 12.      |
| Karin Janz                                                                                | Talaj            | 19,00     | 8.        | kiesett  | kiesett  |
| Karin Janz                                                                                | Ugrás            | 19,20     | 8.        | kiesett  | kiesett  |
| Karin Janz                                                                                | Felemás korlát   | 19,30     | 2.        | 19,500   |          |
| Karin Janz                                                                                | Gerenda          | 19,05     | 4.        | 19,225   | 4.*      |
| Karin Janz                                                                                | Egyéni összetett |           |           | 76,55    | 6.       |
| Marianne Noack                                                                            | Talaj            | 18,65     | 24.       | kiesett  | kiesett  |
| Marianne Noack                                                                            | Ugrás            | 19,00     | 13.       | kiesett  | kiesett  |
| Marianne Noack                                                                            | Felemás korlát   | 17,60     | 52.       | kiesett  | kiesett  |
| Marianne Noack                                                                            | Gerenda          | 18,85     | 10.       | kiesett  | kiesett  |
| Marianne Noack                                                                            | Egyéni összetett |           |           | 74,10    | 27.      |
| Magdalena Schmidt                                                                         | Talaj            | 18,50     | 27.       | kiesett  | kiesett  |
| Magdalena Schmidt                                                                         | Ugrás            | 19,30     | 7.        | kiesett  | kiesett  |
| Magdalena Schmidt                                                                         | Felemás korlát   | 18,85     | 16.       | kiesett  | kiesett  |
| Magdalena Schmidt                                                                         | Gerenda          | 17,30     | 58.       | kiesett  | kiesett  |
| Magdalena Schmidt                                                                         | Egyéni összetett |           |           | 73,95    | 29.      |
| Ute Starke                                                                                | Talaj            | 18,50     | 27.       | kiesett  | kiesett  |
| Ute Starke                                                                                | Ugrás            | 19,15     | 10.       | kiesett  | kiesett  |
| Ute Starke                                                                                | Felemás korlát   | 18,80     | 17.       | kiesett  | kiesett  |
| Ute Starke                                                                                | Gerenda          | 18,20     | 33.       | kiesett  | kiesett  |
| Ute Starke                                                                                | Egyéni összetett |           |           | 74,65    | 22.*     |
| Erika Zuchold                                                                             | Talaj            | 19,00     | 8.        | kiesett  | kiesett  |
| Erika Zuchold                                                                             | Ugrás            | 19,65     | 2.        | 19,625   |          |
| Erika Zuchold                                                                             | Felemás korlát   | 19,05     | 6.        | 19,325   | 5.       |
| Erika Zuchold                                                                             | Gerenda          | 19,00     | 5.        | 19,150   | 6.       |
| Erika Zuchold                                                                             | Egyéni összetett |           |           | 76,70    | 4.*      |
| Maritta Bauerschmidt Karin Janz Marianne Noack Magdalena Schmidt Ute Starke Erika Zuchold | Csapat összetett |           |           | 379,10   |          |

* - egy másik versenyzővel azonos eredményt ért el

## Úszás
Férfi
| Versenyző                                                       | Versenyszám            | Előfutam | Előfutam | Előfutam | Elődöntő     | Elődöntő     | Elődöntő     | Döntő   | Döntő    |
| Versenyző                                                       | Versenyszám            | Idő      | Hely.    | Össz.    | Idő          | Hely.        | Össz.        | Idő     | Helyezés |
| --------------------------------------------------------------- | ---------------------- | -------- | -------- | -------- | ------------ | ------------ | ------------ | ------- | -------- |
| Alfred Müller                                                   | 400 m gyors            | 4:26,4   | 5.       | 14.      |              |              |              | kiesett | kiesett  |
| Karl-Rüdiger Mann                                               | 1500 m gyors           | 17:37,6  | 3.       | 9.       |              |              |              | kiesett | kiesett  |
| Roland Matthes                                                  | 100 m hát              | 1:01,0   | 1.       | 1.       | 1:01,3       | 1.           | 1.           | 58,7    |          |
| Roland Matthes                                                  | 200 m hát              | 2:13,6   | 1.       | 2.       |              |              |              | 2:09,6  |          |
| Joachim Röther                                                  | 200 m hát              | 2:16,1   | 3.       | 5.*      |              |              |              | 2:15,8  | 7.       |
| Egon Henninger                                                  | 100 m mell             | 1:09,6   | 1.       | 9.       | 1:08,9       | 1.           | 6.*          | 1:09,7  | 8.       |
| Egon Henninger                                                  | 200 m mell             | 2:34,2   | 2.       | 8.       |              |              |              | 2:33,2  | 6.       |
| Klaus Katzur                                                    | 200 m mell             | 2:36,2   | 3.       | 10.      |              |              |              | kiesett | kiesett  |
| Klaus Katzur                                                    | 100 m mell             | 1:09,4   | 2.       | 6.       | 1:09,9       | 4.           | 15.          | kiesett | kiesett  |
| Horst-Günter Gregor                                             | 100 m pillangó         | 59,8     | 4.       | 13.*     | visszalépett | visszalépett | visszalépett | kiesett | kiesett  |
| Frank Wiegand                                                   | 200 m vegyes           | 2:18,0   | 3.       | 11.      |              |              |              | kiesett | kiesett  |
| Frank Wiegand Horst-Günter Gregor Udo Poser Lothar Gericke      | 4 × 100 m gyorsváltó   | 3:40,5   | 4.       | 7.       |              |              |              | 3:38,8  | 5.       |
| Frank Wiegand Horst-Günter Gregor Alfred Müller Jochen Herbst   | 4 × 200 m gyorsváltó   | 8:11,2   | 2.       | 8.       |              |              |              | 8:06,0  | 7.       |
| Roland Matthes Egon Henninger Horst-Günter Gregor Frank Wiegand | 4 × 100 m vegyes váltó | 4:04,1   | 2.       | 2.       |              |              |              | 3:57,5  |          |

Női
| Versenyző                                                                    | Versenyszám            | Előfutam | Előfutam | Előfutam | Elődöntő | Elődöntő | Elődöntő | Döntő   | Döntő    |
| Versenyző                                                                    | Versenyszám            | Idő      | Hely.    | Össz.    | Idő      | Hely.    | Össz.    | Idő     | Helyezés |
| ---------------------------------------------------------------------------- | ---------------------- | -------- | -------- | -------- | -------- | -------- | -------- | ------- | -------- |
| Martina Grunert                                                              | 100 m gyors            | 1:03,2   | 2.       | 12.*     | 1:02,2   | 3.       | 8.       | 1:01,0  | 5.       |
| Roswitha Krause                                                              | 100 m gyors            | 1:03,3   | 2.       | 14.**    | 1:02,4   | 3.       | 9.*      | kiesett | kiesett  |
| Uta Schmuck                                                                  | 100 m gyors            | 1:03,1   | 3.       | 11.      | 1:02,8   | 4.       | 13.**    | kiesett | kiesett  |
| Gabriele Wetzko                                                              | 200 m gyors            | 2:14,7   | 1.       | 4.       |          |          |          | 2:12,3  | 4.       |
| Gabriele Wetzko                                                              | 400 m gyors            | 4:49,8   | 2.       | 7.       |          |          |          | 4:40,2  | 5.       |
| Sigrid Goral                                                                 | 800 m gyors            | 10:09,3  | 3.       | 11.      |          |          |          | kiesett | kiesett  |
| Sabine Rantzsch                                                              | 800 m gyors            | 10:18,4  | 4.       | 13.      |          |          |          | kiesett | kiesett  |
| Doris Kohardt                                                                | 200 m hát              | 2:34,7   | 3.       | 9.       |          |          |          | kiesett | kiesett  |
| Helga Lindner                                                                | 100 m pillangó         | 1:08,0   | 1.       | 7.       | 1:07,7   | 3.       | 7.       | 1:07,6  | 8.       |
| Helga Lindner                                                                | 200 m pillangó         | 2:29,4   | 2.       | 3.*      |          |          |          | 2:24,8  |          |
| Christine Strübing                                                           | 200 m pillangó         | 2:39,0   | 3.       | 10.      |          |          |          | kiesett | kiesett  |
| Christine Strübing                                                           | 100 m pillangó         | 1:09,2   | 3.       | 12.      | 1:08,2   | 6.       | 9.       | kiesett | kiesett  |
| Marianne Seydel                                                              | 200 m vegyes           | 2:32,8   | 1.       | 3.       |          |          |          | 2:33,7  | 6.       |
| Marianne Seydel                                                              | 400 m vegyes           | 5:30,9   | 1.       | 4.       |          |          |          | 5:32,0  | 6.       |
| Eva Wittke                                                                   | 400 m vegyes           | 5:40,6   | 3.       | 13.      |          |          |          | kiesett | kiesett  |
| Sabine Steinbach                                                             | 400 m vegyes           | 5:31,3   | 1.       | 5.       |          |          |          | 5:25,3  |          |
| Sabine Steinbach                                                             | 200 m vegyes           | 2:33,2   | 1.       | 4.*      |          |          |          | 2:31,4  | 4.       |
| Gabriele Wetzko Roswitha Krause Uta Schmuck Martina Grunert Gabriele Perthes | 4 × 100 m gyorsváltó   | 4:10,3   | 1.       | 1.       |          |          |          | 4:05,7  |          |
| Martina Grunert Eva Wittke Helga Lindner Uta Schmuck                         | 4 × 100 m vegyes váltó | 4:39,3   | 2.       | 3.       |          |          |          | 4:38,0  | 5.       |

* - egy másik versenyzővel azonos időt ért el

** - három másik versenyzővel azonos időt ért el

## Vitorlázás
Nyílt
| Versenyző                                     | Versenyszám     | Futam  | Futam | Futam | Futam | Futam  | Futam  | Futam | Pontszám | Helyezés |
| Versenyző                                     | Versenyszám     | 1      | 2     | 3     | 4     | 5      | 6      | 7     | Pontszám | Helyezés |
| --------------------------------------------- | --------------- | ------ | ----- | ----- | ----- | ------ | ------ | ----- | -------- | -------- |
| Jürgen Mier                                   | Finn dingi      | (42,0) | 20,0  | 10,0  | 32,0  | 15,0   | 29,0   | 11,7  | 117,7    | 13.*     |
| Hartmann Bogumil Udo Springsklee              | Csillaghajó     | 22,0   | 21,0  | 18,0  | 11,7  | 17,0   | (23,0) | 17,0  | 106,7    | 14.      |
| Werner Christoph Hans-Jürgen Cochius          | Repülő hollandi | 19,0   | 16,0  | 22,0  | 19,0  | (25,0) | 11,7   | 16,0  | 103,7    | 12.      |
| Paul Borowski Karl-Heinz Thun Konrad Weichert | Sárkányhajó     | 0,0    | 3,0   | 5,7   | 8,0   | 8,0    | (11,7) | 8,0   | 32,7     |          |

* - egy másik versenyzővel azonos eredményt ért el

## Vívás
Férfi
| Versenyző                                                | Versenyszám       | Csoportkör | Csoportkör | Csoportkör | Csoportkör | Nyolcaddöntő                    | Negyeddöntő                    | Elődöntő                                                                                | Vigaszág a döntőért     | Vigaszág a döntőért             | Vigaszág a döntőért | Vigaszág a döntőért | Vigaszág a döntőért | Döntő                                   | Helyezés    |
| Versenyző                                                | Versenyszám       | 1. kör | 1. kör     | 2. kör | 2. kör     | Nyolcaddöntő                    | Negyeddöntő                    | Elődöntő                                                                                | 1. kör                  | 2. kör                          | 3. kör              | 4. kör              | 5. kör              | Döntő                                   | Helyezés    |
| Versenyző                                                | Versenyszám       | Ellenfél Eredmény | Hely.      | Ellenfél Eredmény | Hely.      | Ellenfél Eredmény               | Ellenfél Eredmény              | Ellenfél Eredmény                                                                       | Ellenfél Eredmény       | Ellenfél Eredmény               | Ellenfél Eredmény   | Ellenfél Eredmény   | Ellenfél Eredmény   | Ellenfél Eredmény                       | Helyezés    |
| -------------------------------------------------------- | ----------------- | --- | ---------- | --- | ---------- | ------------------------------- | ------------------------------ | --------------------------------------------------------------------------------------- | ----------------------- | ------------------------------- | ------------------- | ------------------- | ------------------- | --------------------------------------- | ----------- |
| Klaus Dumke                                              | Párbajtőr, egyéni | A. csoport · Alekszej Nyikancsikov (URS) · V · Herbert Polzhuber (AUT) · V · Ernesto Fernández (MEX) · V · Ahmed El-Abidin (RAU) · GY · Michael Ryan (IRL) · GY | 4.         | C. csoport · Bohdan Gonsior (POL) · V · Peter Lötscher (SUI) · V · Nicholas Halsted (GBR) · V · Jan von Koss (NOR) · GY · Roland Losert (AUT) · GY                 | 3.         | Alekszej Nyikancsikov (URS) · V | Vigaszág                       | Vigaszág                                                                                | Bill Hoskyns (GBR) · GY | Alekszej Nyikancsikov (URS) · V | kiesett             | kiesett             | kiesett             | kiesett                                 | 17.         |
| Harry Fiedler                                            | Párbajtőr, egyéni | I. csoport · Bill Hoskyns (GBR) · V · Jean-Pierre Allemand (FRA) · V · Magdy Conyd (CAN) · GY · Dicki Sörensen (SWE) · GY · Manuel González (CUB) · GY          | 2.         | A. csoport · Alekszej Nyikancsikov (URS) · V · Jean-Pierre Allemand (FRA) · V · Gianluigi Saccaro (ITA) · V · Peter Bakonyi (CAN) · V · Valeriano Pérez (MEX) · GY | 5.         | kiesett                         | kiesett                        | kiesett                                                                                 | kiesett                 | kiesett                         | kiesett             | kiesett             | kiesett             | kiesett                                 | helyezetlen |
| Hans-Peter Schulze                                       | Párbajtőr, egyéni | G. csoport · Kulcsár Győző (HUN) · V · Henryk Nielaba (POL) · GY · Stephen Netburn (USA) · GY · João de Abreu (POR) · GY · Alberto Balestrini (ARG) · GY        | 2.         | B. csoport · Henryk Nielaba (POL) · GY · Franz Rompza (FRG) · GY · Michel Steininger (SUI) · GY · Lars-Erik Larsson (SWE) · GY · Silvio Fernández (VEN) · GY       | 1.         | Michel Steininger (SUI) · GY    | Jean-Pierre Allemand (FRA) · V | Vigaszág                                                                                | Vigaszág                | Fritz Zimmermann (FRG) · V      | kiesett             | kiesett             | kiesett             | kiesett                                 | 17.         |
| Klaus Dumke Harry Fiedler Hans-Peter Schulze Bernd Uhlig | Párbajtőr, csapat | 3. csoport · Kanada (CAN) · 14-2 · Argentína (ARG) · 13-3 · Lengyelország (POL) · 7-9                                                                           | 2.         | |            |                                 |                                | Svédország (SWE) · 8 (59)-8 (58) · Magyarország (HUN) · 3-9 · Franciaország (FRA) · 8-4 |                         |                                 |                     |                     |                     | Az 5. helyért · Olaszország (ITA) · 9-6 | 5.          |

## Vízilabda
| Keletnémet férfi vízilabdacsapat-játékoskeret                                                                  | Keletnémet férfi vízilabdacsapat-játékoskeret                                         |
| --- | ------------------------------------------------------------------------------------- |
| - Siegfried Ballerstedt - Hans-Georg Fehn - Veit Herrmanns - Manfred Herzog - Jürgen Kluge - Hans-Ulrich Lange | - Peter Rund - Klaus Schlenkrich - Peter Schmidt - Hans-Jürgen Schüler - Jürgen Thiel |

### Eredmények
Csoportkör
B csoport
| Csapat                          | M | Gy | D | V | G+ | G– | Gk  | P  |
| ------------------------------- | - | -- | - | - | -- | -- | --- | -- |
| Olaszország (ITA)               | 7 | 6  | 1 | 0 | 48 | 21 | +27 | 13 |
| Jugoszlávia (YUG)               | 7 | 5  | 1 | 1 | 65 | 18 | +47 | 11 |
| NDK (GDR)                       | 7 | 5  | 1 | 1 | 66 | 22 | +44 | 11 |
| Hollandia (NED)                 | 7 | 4  | 1 | 2 | 42 | 28 | +14 | 9  |
| Japán (JPN)                     | 7 | 3  | 0 | 4 | 26 | 57 | –31 | 6  |
| Mexikó (MEX)                    | 7 | 1  | 1 | 5 | 27 | 56 | –29 | 3  |
| Görögország (GRE)               | 7 | 1  | 0 | 6 | 34 | 62 | –28 | 2  |
| Egyesült Arab Köztársaság (RAU) | 7 | 0  | 1 | 6 | 21 | 65 | –44 | 1  |

| 1968. október 15. 10:00 | NDK (GDR)            | 12 – 4 | Mexikó (MEX) |  |
| 1968. október 15. 10:00 | (3–0, 2–0, 3–2, 4–2) |        |              |  |
| 1968. október 15. 10:00 | Herrmanns 3          |        | R. Chávez 3  |  |

| 1968. október 16. 10:00 | NDK (GDR)            | 4 – 4 | Jugoszlávia (YUG) |  |
| 1968. október 16. 10:00 | (0–0, 1–0, 1–3, 2–1) |       |                   |  |
| 1968. október 16. 10:00 | Schlenkrich 2        |       | Sandić 2          |  |

| 1968. október 17. 10:00 | Olaszország (ITA)    | 5 – 4 | NDK (GDR)     |  |
| 1968. október 17. 10:00 | (1–1, 1–0, 1–2, 2–1) |       |               |  |
| 1968. október 17. 10:00 | Pizzo 4              |       | Schlenkrich 2 |  |

| 1968. október 19. 10:00 | NDK (GDR)            | 11 – 4 | Görögország (GRE) |  |
| 1968. október 19. 10:00 | (3–1, 0–0, 5–1, 3–2) |        |                   |  |
| 1968. október 19. 10:00 | Lange 4              |        | Paliósz 2         |  |

| 1968. október 20. 09:00 | NDK (GDR)            | 8 – 0 | Japán (JPN) |  |
| 1968. október 20. 09:00 | (2–0, 2–0, 3–0, 1–0) |       |             |  |
| 1968. október 20. 09:00 | három játékos 2      |       |             |  |

| 1968. október 21. 15:30 | NDK (GDR)            | 19 – 2 | Egyesült Arab Köztársaság (RAU) |  |
| 1968. október 21. 15:30 | (2–0, 7–0, 7–1, 3–1) |        |                                 |  |
| 1968. október 21. 15:30 | Herrmanns 8          |        | El-Bassiouni 2                  |  |

| 1968. október 22. 15:30 | NDK (GDR)            | 8 – 3 | Hollandia (NED) |  |
| 1968. október 22. 15:30 | (2–0, 1–0, 2–2, 3–1) |       |                 |  |
| 1968. október 22. 15:30 | Rund 3               |       | der Voet 2      |  |

Az 5–8. helyért
| 1968. október 24. 09:00 | NDK (GDR)            | 8 – 2 | Kuba (CUB)          |  |
| 1968. október 24. 09:00 | (1–0, 3–1, 2–0, 2–1) |       |                     |  |
| 1968. október 24. 09:00 | Schüler 6            |       | M. García, Valdés 1 |  |

Az 5. helyért
| 1968. október 25. 15:30 | Egyesült Államok (USA) | 6 – 4 | NDK (GDR)      |  |
| 1968. október 25. 15:30 | (1–1, 3–2, 1–1, 1–0)   |       |                |  |
| 1968. október 25. 15:30 | Bradley, Weitzenberg 3 |       | négy játékos 1 |  |

| Csapat    | Helyezés |
| --------- | -------- |
| NDK (GDR) | 6.       |